# كاني بانكة قاجر (أيل تيمور)
کاني بانکة قاجر (بالفارسية: کانی‌پانکه‌قاجر) هي قرية تقع في إيران في أذربيجان الغربية. يقدر عدد سكانها بـ 0 نسمة بحسب إحصاء 2016.